# Kuhstall (Lovis Corinth)
Das Bild Kuhstall ist eines der frühesten Ölgemälde des deutschen Malers Lovis Corinth. Es wurde von ihm im Jahr 1879 gemalt und zeigt zwei Kühe in einem Stall. Es befand sich bis zu Corinths Tod in dessen Besitz und wurde von seiner Frau Charlotte Berend-Corinth bei ihrer Flucht aus Deutschland Ende der 1930er Jahre in die Vereinigten Staaten mitgenommen. Heute befindet es sich in der Sammlung des Ostpreußischen Landesmuseums in Lüneburg.

## Bildbeschreibung
Auf dem Bild sind zwei Kühe in einem Stall stehend dargestellt. Die im Vordergrund rechts stehende Kuh ist weiß mit einem dunklen Kopf und schwarzen Flecken, sie ist in der Seitenansicht mit gestrecktem Hals gemalt. Die Kuh im linken Bilddrittel ist vollständig schwarz und ist von hinten gemalt, sodass das Hinterteil zum Betrachter weist. Beide Tiere stehen sich kopfwärts gegenüber und befinden sich in einem niedrigen geschlossenen Stallgebäude, von dem die braune Decke und Stützbalken sowie rötliches Mauerwerk an der Rückseite erkennbar sind. Im linken Vordergrund befindet sich ein Trog, der Boden ist mit Stroh ausgelegt.

## Hintergrund
Das Bild ist eines der frühesten Werke Corinths und entstand im Jahr 1879, Charlotte Berend-Corinth ordnete es in ihrem 1958 erschienenen Werkverzeichnis der Gemälde ihres Mannes mit der Katalognummer 2 (BC 2) ein. Gemalt wurde es in Moterau, heute Sabarje, bei seinem Onkel Friedrich, während Lovis Corinth als junger Student an der Kunstakademie Königsberg studierte, bevor er 1880 nach München ging.

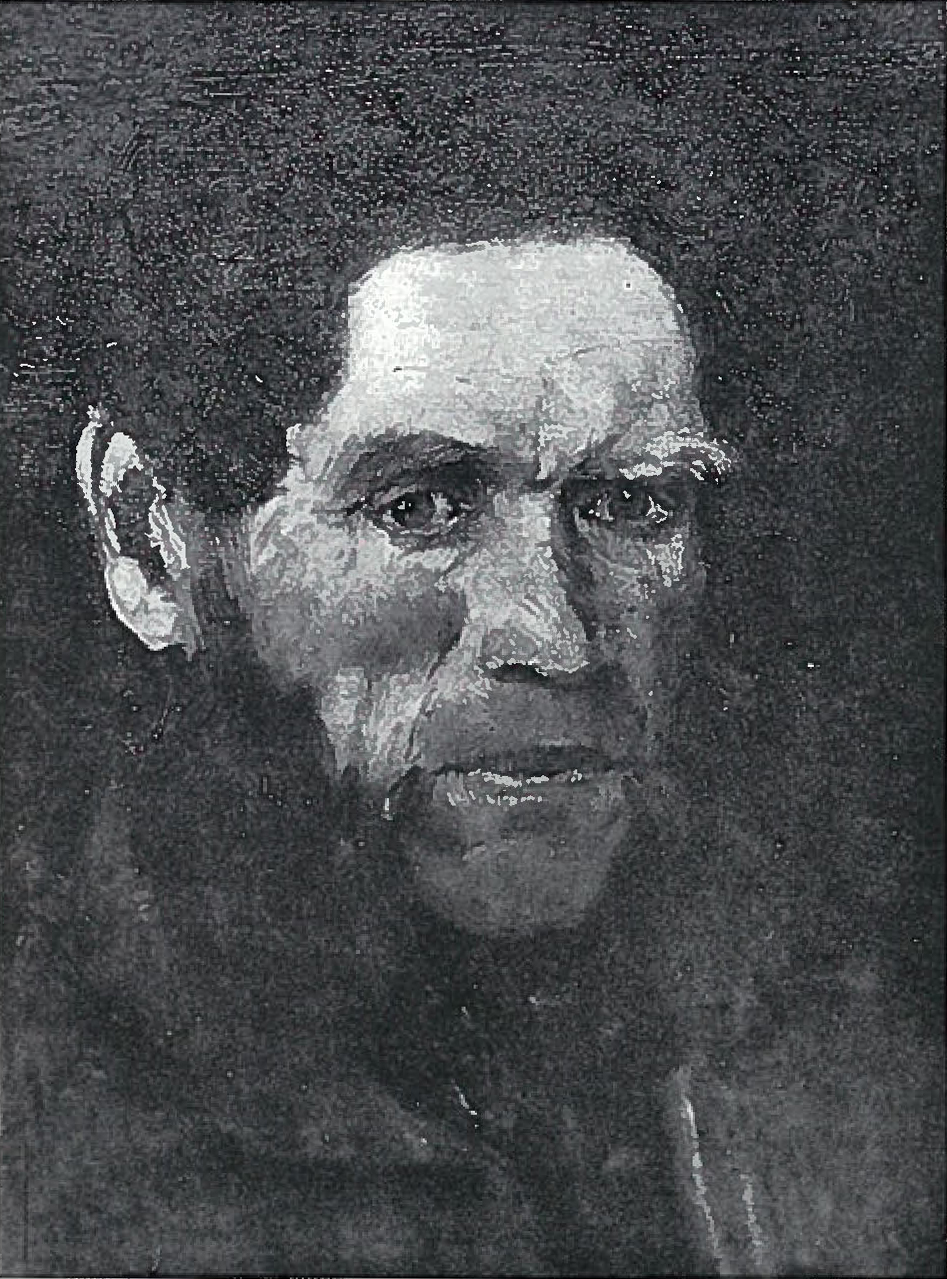
Porträt des Ohm in Moterau, Ölgemälde von 1880

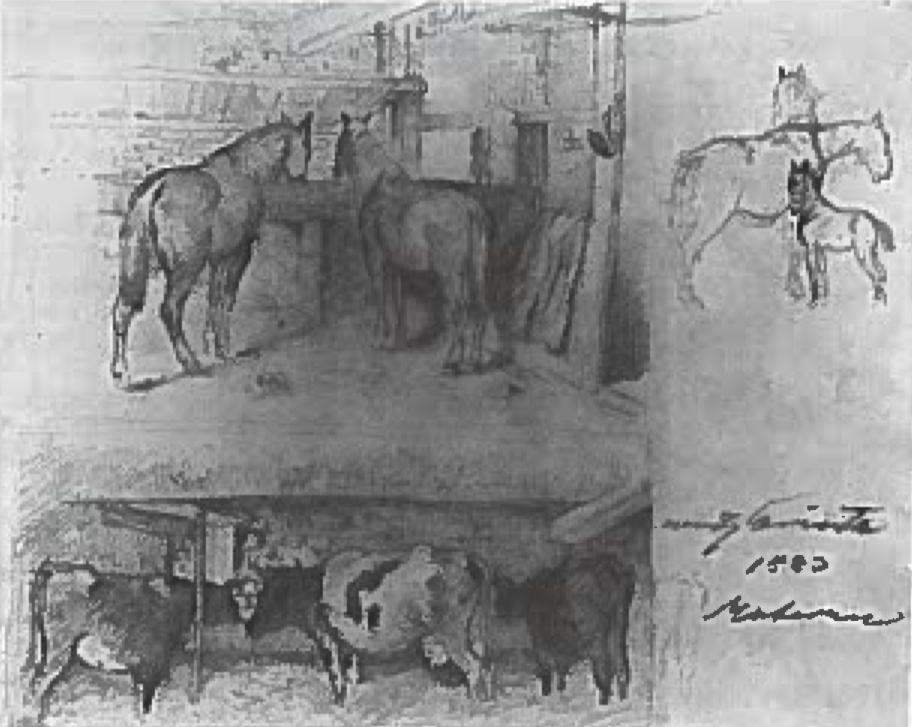
Die Ställe (Interieur), Zeichnung von 1879
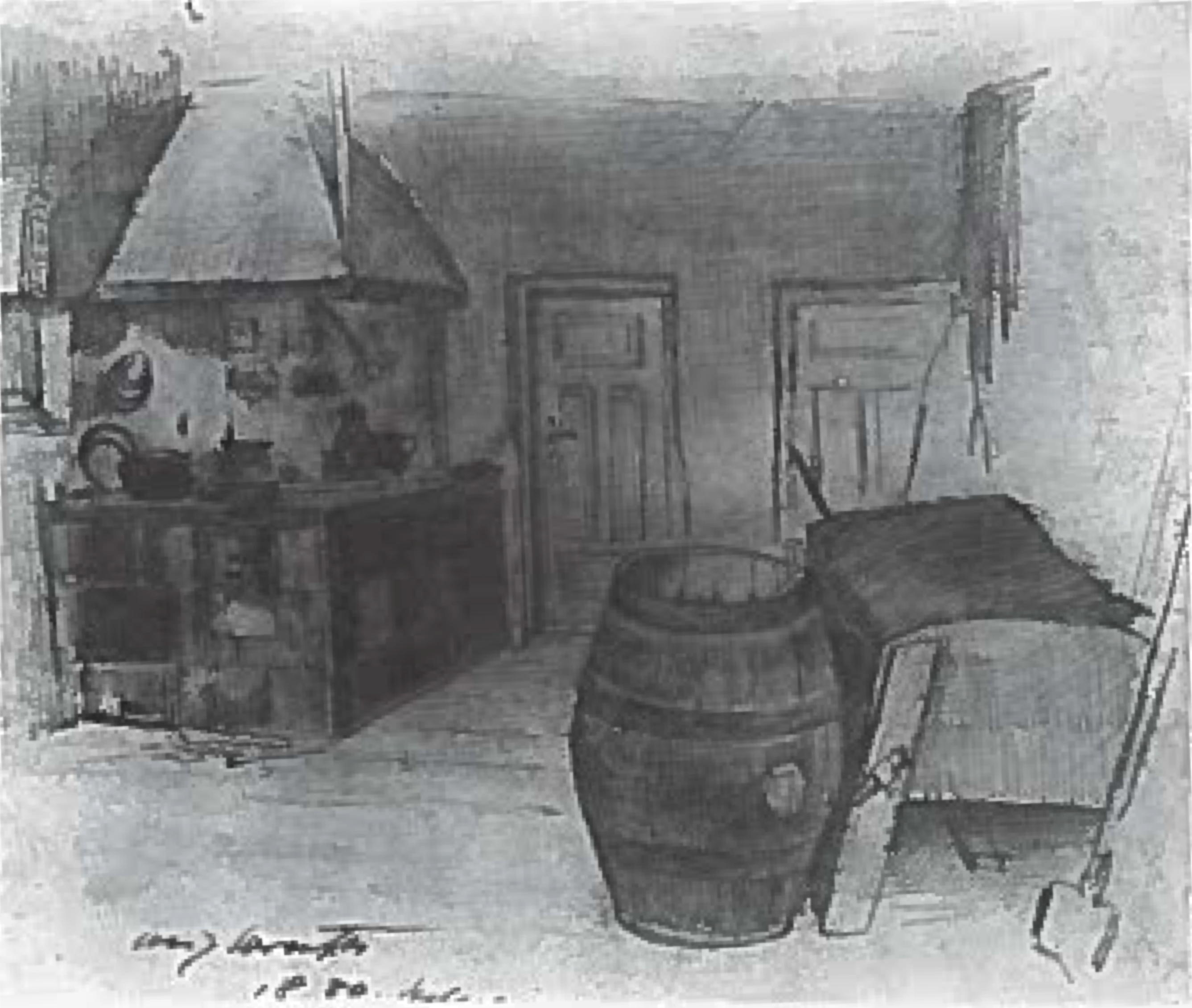
Die Küche (Interieur), Zeichnung von 1879
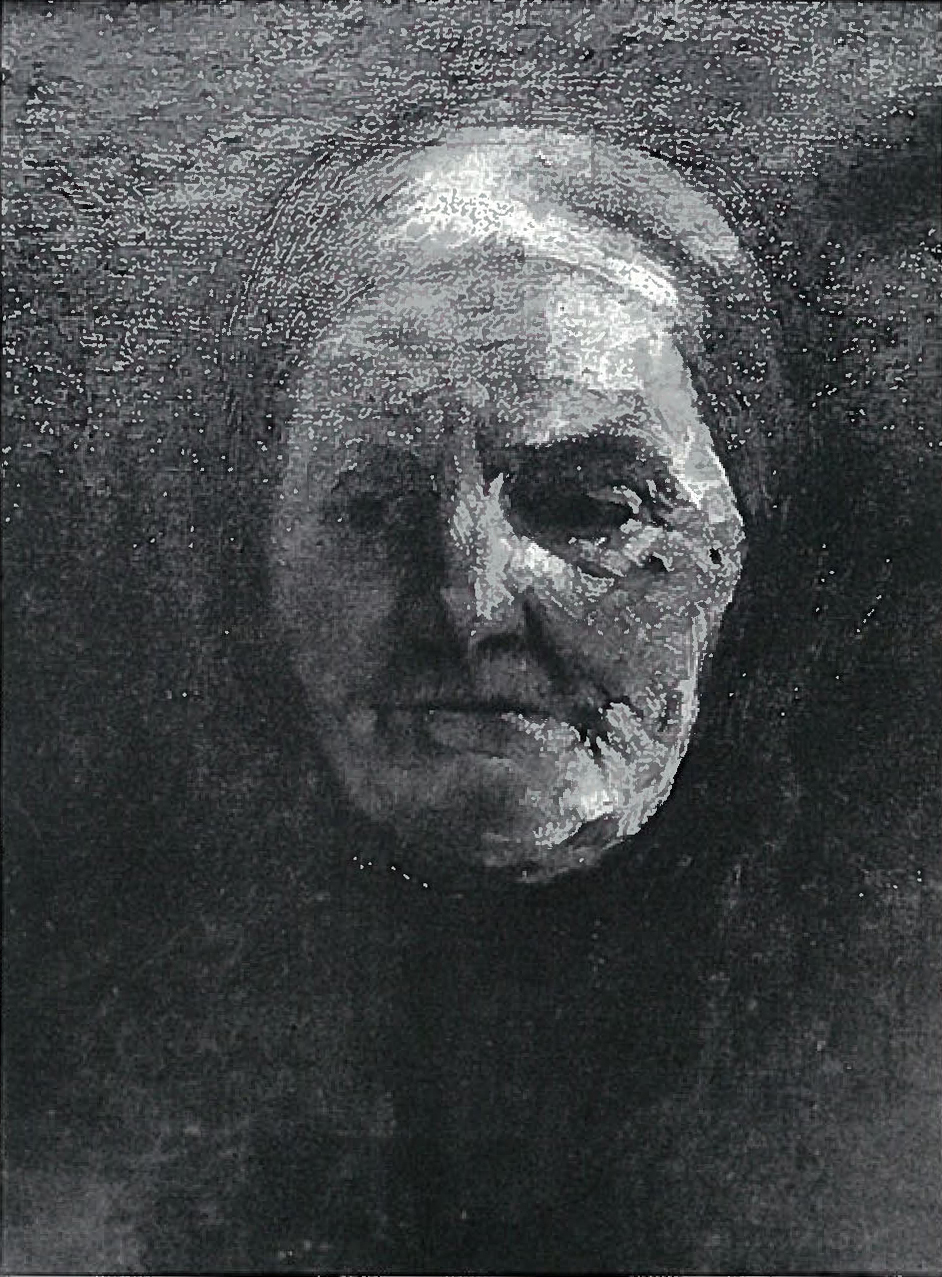
Porträt der Tante in Moterau, Ölgemälde von 1880
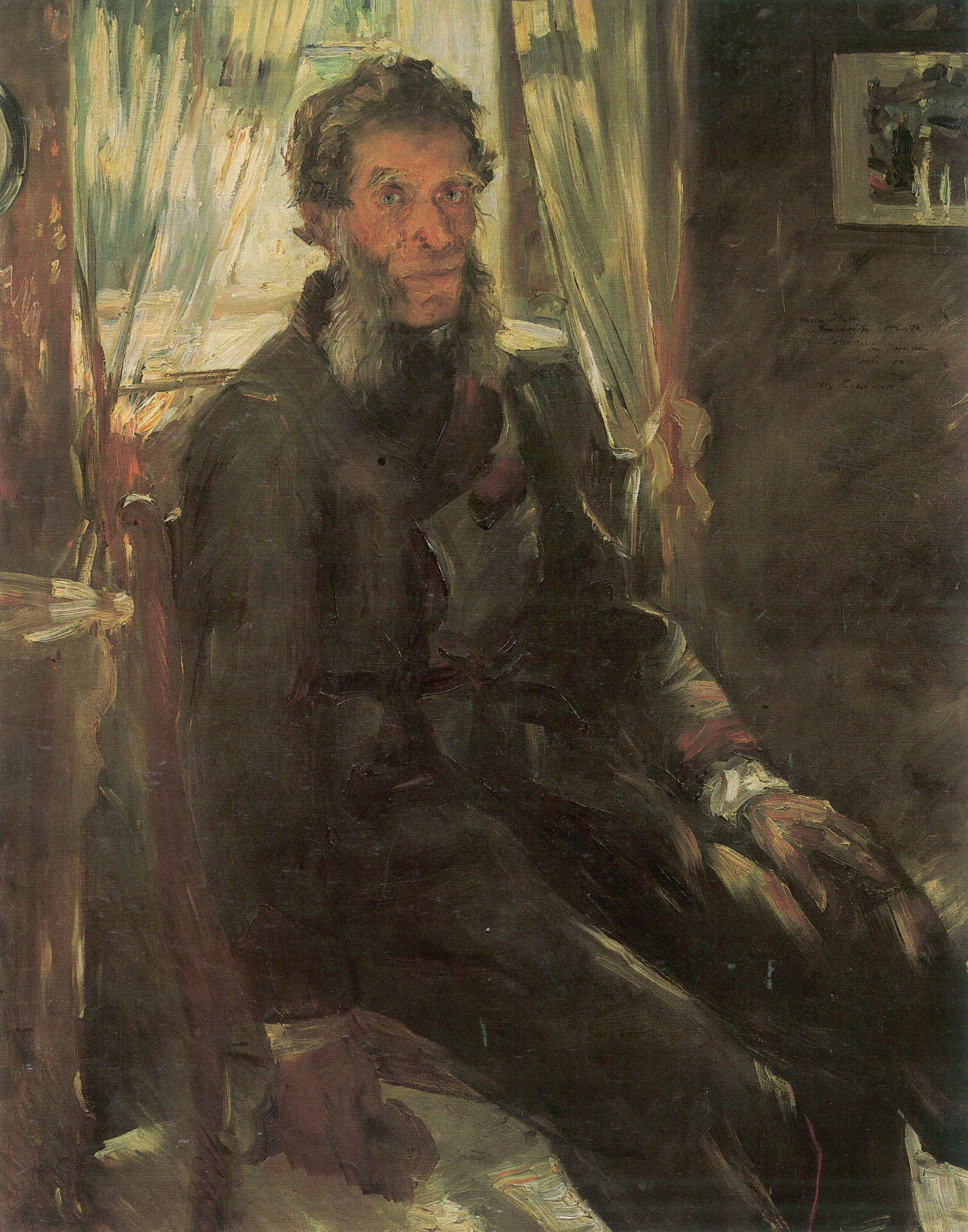
Porträt des Ohm Friedrich Corinth, Ölgemälde von 1900

Corinth porträtierte seinen Onkel und seine Tante 1880 bereits in zwei seiner frühesten Ölskizzen als Porträt des Ohm in Moterau und Porträt der Tante in Moterau. Er begann 1876 seine künstlerische Ausbildung an der Königlichen Kunstakademie in Königsberg, dem heutigen Kaliningrad, und blieb dort bis 1880, als er auf Empfehlung seiner Lehrer nach München ging. Die beiden Bilder mit einem Format von jeweils 42 cm × 32 cm verblieben nach Fertigstellung bei den Verwandten in Moterau und wurden später an einen R. Stange in Heiligenbeil, heute Mamonowo, weitergegeben. Der spätere und heutige Verbleib beider Porträts ist unbekannt. Der Kunsthistoriker Alfred Kuhn veröffentlichte in seiner Corinth-Monografie von 1925 eine Bleistiftzeichnung aus dem Jahr 1879, die die Tante, den Ohm und einen „Otto“ in Moterau zeigen. Aus dem gleichen Jahr stammen Zeichnungen der Ställe und der Küche auf dem Hof seines Onkels. Berend-Corinth notierte in ihrem Werkverzeichnis Lovis Corinth: Die Gemälde, dass diese beiden Bilder die ersten Arbeiten Corinths waren, die sie gemeinsam mit dem Künstler notiert hatte. Sie verweist zudem darauf, dass es sich um den gleichen Onkel handelt, der auch im Porträt des Ohm Friedrich Corinth von Lovis Corinth porträtiert wurde.

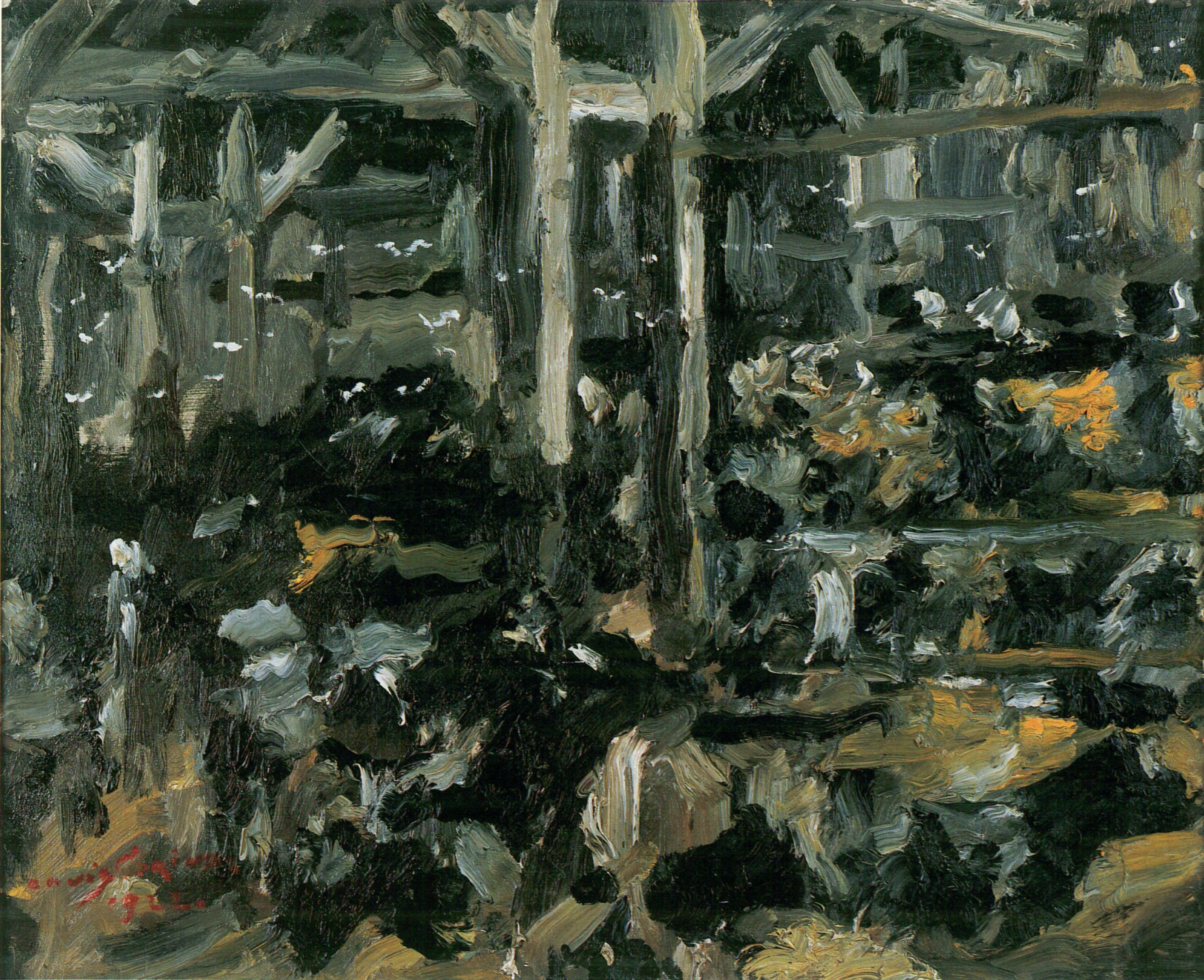
Kuhstall, 1922

Bilder von landwirtschaftlichen Einrichtungen wie Schweine- und Kuhställen und auch geschlachteten Tieren und Schlachthöfen kommen im Werk von Corinth regelmäßig und bis in seine letzten Lebensjahre vor. Ein bekanntes weiteres Bild von einem Kuhstall stammt etwa aus dem Jahr 1922, drei Jahre vor dem Tod Corinths.

## Provenienz und Ausstellungen
Das Gemälde befand sich laut Werkverzeichnis bis zu seinem Tod im Besitz von Lovis Corinth und hing bei ihm zeitlebens im Atelier. Nach seinem Tod ging es in den Besitz der Familie Corinth über und wurde durch Charlotte Berend-Corinth bei ihrer Flucht aus Deutschland mit in die Vereinigten Staaten genommen. Bis 1987 war es im Besitz von Wilhelmine Corinth, der Tochter von Lovis Corinth und Charlotte Berend-Corinth, und wurde dann gemeinsam mit dem Porträt des Ohm Friedrich Corinth für das in dem Jahr neu eingerichtete Ostpreußische Landesmuseum in Lüneburg aus Mitteln der Bundesregierung angekauft.
Das Bild wurde zu Lebzeiten Corinths vor allem im Rahmen mehrerer Ausstellungen der Berliner Secession gezeigt. So war es Bestandteil der Sezessionssaustellungen 1913 und 1918 sowie einer Sonderausstellung des Kunsthändlers Fritz Gurlitt 1915. 1924 zeigten die Kunsthalle Bern und die Kunsthalle Zürich das Bild. Nach Corinth Tod im Jahr 1925 wurde es im Folgejahr 1926 bei in einer Gedächtnisausstellung der Nationalgalerie in Berlin, im Glaspalast in München sowie bei Ausstellungen des Kunstvereins Frankfurt, des Kunstvereins Kassel, des Kunstvereins für das Rheinland und Westfalen in Düsseldorf sowie beim Nassauischen Kunstverein Wiesbaden gezeigt. 1927 war es Teil einer Ausstellung des Sächsischen Kunstvereins in Dresden, 1929 bei einer Ausstellung der Neuen Secession im Münchner Glaspalast und beim Hagenbund in Wien sowie 1933 in der Kunsthalle Zürich. Nach dem Zweiten Weltkrieg wurde es erstmalig wieder 1958 in Ausstellungen in Wolfsburg, in der Kunsthalle Basel und in der Städtischen Galerie München gezeigt. 1964 war es in der Gallery of Modern Art in New York zu sehen, 1979 in der The Dixon Gallery in Memphis.

## Belege
1. 1 2 3 4  Charlotte Berend-Corinth: Lovis Corinth. Werkverzeichnis. Neu bearbeitet von Béatrice Hernad. Bruckmann Verlag, München 1958, 1992; BC 2, S. 55. ISBN 3-7654-2566-4.
2. 1 2  Ostpreußisches Landesmuseum Regensburg: Adventskalendertürchen Nr. 15: Gemälde „Im Kuhstall“ von Lovis Corinth auf youtube, abgerufen am 24. Juni 2023.
3. 1 2 3  
Charlotte Berend-Corinth: Lovis Corinth: Die Gemälde. Neu bearbeitet von Béatrice Hernad. Bruckmann Verlag, München 1992, ISBN 3-7654-2566-4; BC 5, S. 55. ISBN 3-7654-2566-4.
4. ↑  
Charlotte Berend-Corinth: Lovis Corinth: Die Gemälde. Neu bearbeitet von Béatrice Hernad. Bruckmann Verlag, München 1992, ISBN 3-7654-2566-4; BC 6, S. 55. ISBN 3-7654-2566-4.
5. ↑  
Horst Uhr: Lovis Corinth. California Press, Berkeley / Los Angeles 1990, ISBN 0-520-06776-2, S. 25–28.